# Tiburon Challenger 2004
Il Tiburon Challenger 2004 è stato un torneo di tennis facente parte della categoria ATP Challenger Series nell'ambito dell'ATP Challenger Series 2004. Il torneo si è giocato a Tiburon negli Stati Uniti dall'11 al 17 ottobre 2004 su campi in cemento.

## Vincitori

### Singolare
K.J. Hippensteel ha battuto in finale  Kevin Kim con il punteggio di 6–3, 6–3.

### Doppio
André Sá /  Bruno Soares hanno battuto in finale  Brandon Coupe /  Robert Kendrick con il punteggio di 6–2, 6–3.